# Altenbeuren
Das Dorf Altenbeuren gehört zum Salemer Teilort Beuren. Es liegt im Hinterland des Bodenseenordufers am Rand des Deggenhausertals (Bodenseekreis, Deutschland).

## Lage und Verkehr
Die Beurener Straße verbindet Altenbeuren mit dem Salemer Teilort Beuren. Der südliche Teil von Altenbeuren liegt an der Mennwangerstraße (L204), die von Stefansfeld aus über den Hardwald-Kreisverkehr und Mennwangen in Richtung Untersiggingen, Wittenhofen und Deggenhausen führt.

## Geschichte
Altenbeuren wird erstmals im Jahr 783 n. Chr. im Zusammenhang mit der Stiftung eines Edlen Wichar an das Kloster St. Gallen urkundlich erwähnt, ist wahrscheinlich jedoch weitaus älter. Auf der Website der Gemeinde Salem heißt es zum vermutlichen Gründungszeitraum von Altenbeuren unter der Überschrift „Im 7. und 8. Jahrhundert“: „… Die zweite Ausbauzeit der fränkischen Herrschaft im Linzgau war eine Rodungsperiode. Dort dürften die heutigen Linzgauorte mit den Endungen „-reute, -au, -wang, -beuren, -ach und -stetten“ entstanden sein, wie z. B. Lippertsreute, Beuren, Grasbeuren, Altenbeuren, Roggenbeuren, Raderach, Neufrach, Stetten, Leustetten …“

## Brauchtum
Das kulturelle Leben sowie sämtliche dörfliche und kirchliche Feste sind vom 1957 gegründeten alemannischen Narrenverein der „Schlüsselbieter“ geprägt, dem einzigen Verein in Altenbeuren. Den „Schlüsselbietern“ gehört der überwiegende Teil der etwa 150 Einwohner von Altenbeuren an. „Fastnacht“ und „Funken“ werden in Altenbeuren noch in einem sehr ursprünglichen, alemannischen Sinn vom ganzen Dorf gemeinsam begangen.

## Sehenswürdigkeiten
Zu den Sehenswürdigkeiten des Dorfes gehören die Wallfahrtskapelle St. Antonius aus der Zeit um 1500 sowie die Wegkapelle Altenbeuren aus der Zeit um 1800. Beide Bauten sind Kulturdenkmäler des Landes Baden-Württemberg.